# Pristimantis moro
Pristimantis moro es una especie de anfibio anuro de la familia Craugastoridae.

## Distribución
Esta especie habita entre los 550 y 1245 m de altitud:
- en Costa Rica;
- en Panamá;
- en Colombia en los departamentos de Chocó y Valle del Cauca.[4]

## Etimología
Esta especie lleva el nombre en honor a John Luther Mohr.

## Publicación original
- Savage, 1965 : A new bromeliad frog of the genus Eleutherodactylus from Costa Rica. Bulletin Southern California Academy of Sciences, vol. 64, n.º 2, p. 106-110[5]